# Микитинська Січ

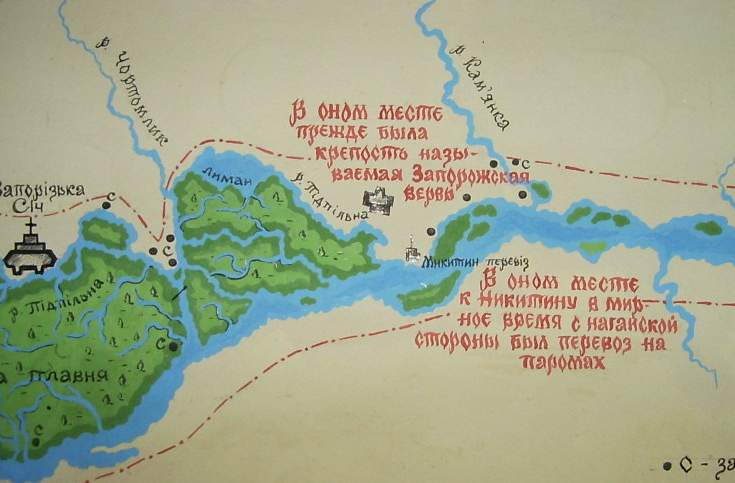
Микитин перевіз — місце Микитинської Січі

47°33′06″ пн. ш. 34°24′27″ сх. д. / 47.55167° пн. ш. 34.40750° сх. д.
Микити́нська Січ — адміністративний і військовий центр запорозького козацтва у 1638–1652 роках. Розташовувалася на Микитиному Розі, біля стародавньої переправи через Дніпро (поблизу сучасного міста Нікополя). Перенесена сюди урядом Речі Посполитої після придушення козацько-селянських повстань 1637–1638 років зі встановленням залоги Речі Посполитої.

## Історія
В історії України Микитинська Запорозька Січ є одна з найвідоміших, оскільки з нею пов'язано початок Визвольної війни українського народу середини XVII століття. В той же час кількість історичних джерел про неї дуже невелика, щоб мати точні дані про час її заснування і місце розташування.
Утворення Микитинської Січі сталося з дозволу Речі Посполитої, яка усвідомлювала потребу захисту південного прикордоння. Наприкінці 1638 року уряд Речі Посполитої затвердив «Ординацію Війська Запорозького» з визнанням окремого статусу для Запоріжжя. Щоправда після розгрому Базавлуцької Січі значна частина запорожців подалась на Дон — тодішні вільні землі, але велика чисельність українського козацтва потребувала військово-політичного центру в Україні. Таким тимчасовим центром стає Микитинська Січ — найменш досліджена з усіх відомих на сьогодні. За свідченням польських істориків, будівництво фортифікаційних споруд на Микитиному Розі розпочалося навесні 1639 року і було завершено восени під орудою Федора Лутая — першого отамана-гетьмана Микитинської Січі.
Микитинська Січ була початковим вогнищем Визвольної війни: тут Богдана Хмельницького обрали гетьманом, звідси 22 квітня 1648 року він на чолі козацького загону вирушив проти поляків.
Літопис Григорія Граб'янки, розповідаючи про втечу Б. Хмельницького у грудні 1647 року на Запоріжжя, зазначає: «Спершу подався на острів Бучки, а потім втік на Микитин  Ріг, знайшов там чоловік триста козаків, розповів їм про себе, про все те, що ляхи з козаками задумали зробити, про ту наругу, яку вони чинять не лише над козацтвом, а й над господніми храмами». 21 січня (в історичній літературі називають 25-е, 31-е січня) 1648 року загін повстанців на чолі з Б. Хмельницьким захопив Микитинську Січ. У цьому йому сприяли козаки Черкаського козацького реєстрового полку, які перебували в ній для спостереження за татарськими переправами через Дніпро. Повстання охопило весь Низ, де Б. Хмельницький «усіх жовнірів польських та німців-найманців (що залогою на Запорожжі стояли) винищив». 
У 1652 році запорожці перенесли свою Січ з Микитиного Рогу на річку Чортомлик, улаштувавши там Чортомлицьку Січ. Причина перенесення Січі з Микитиного Рогу в гирло Чортомлика — стратегічні недоліки (висока місцевість і з трьох боків майже зовсім відкрита).
У 1846 році під час великої весняної повені місце Микитинської Січі було відрізане від берега і знесене вниз за течією Дніпра.

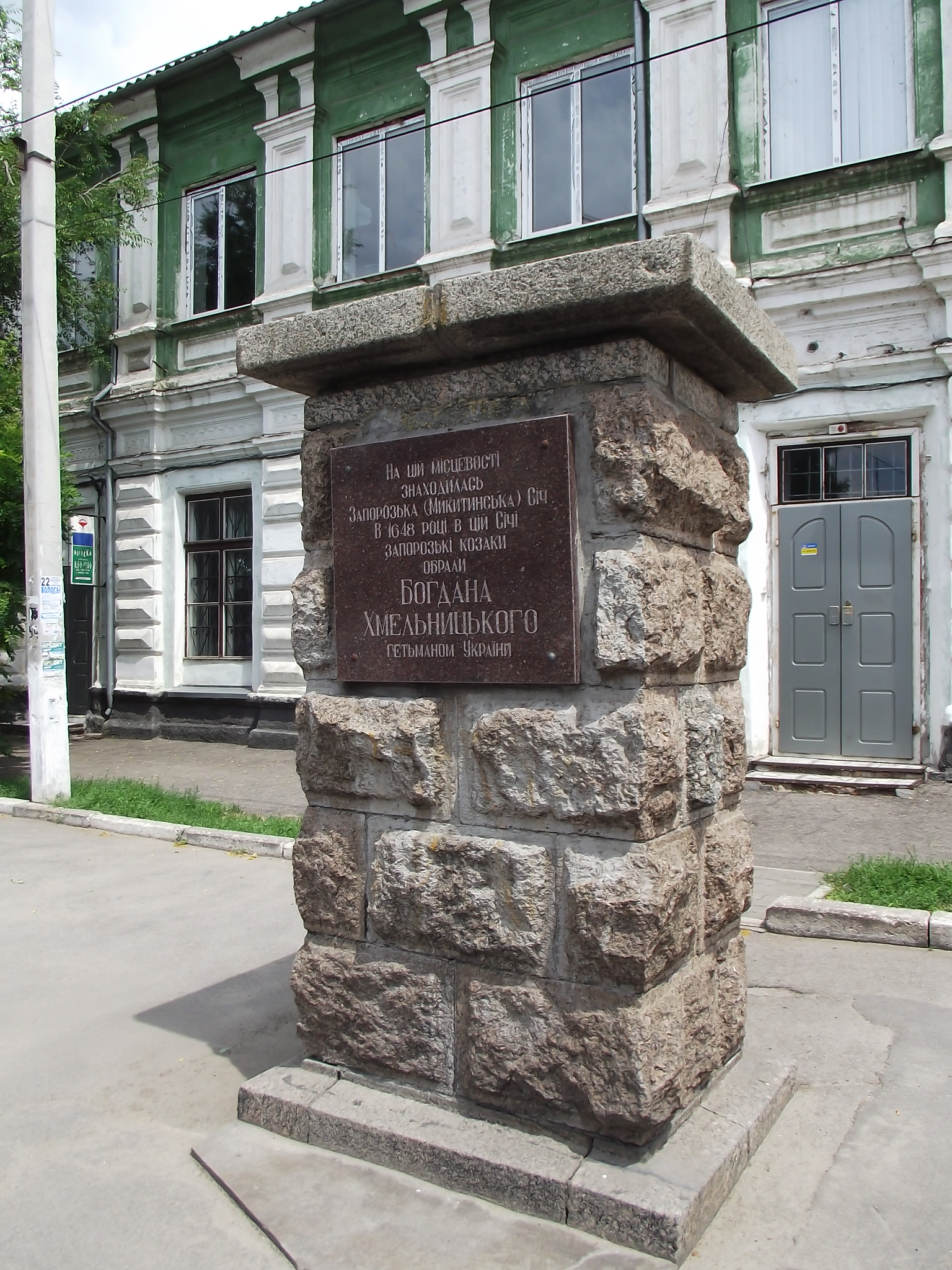
Місце розташування Микитинської Січі, на якій Б.Хмельницький був обраний гетьманом Війська Запорізького. Нікополь, вул. Микитинська, 40